# Ordre de Saint-Nicolas le Thaumaturge
Pour les articles homonymes, voir Nicolas et Saint-Nicolas.
L’ordre de Saint-Nicolas le Thaumaturge (en russe : О́рден Святителя Никола́я Чудотво́рца) est une décoration de la guerre civile russe instaurée par le général baron Wrangel le 30 avril 1920 (17 avril du calendrier julien) par ordre no 3089. Il est destiné aux soldats et officiers de l’armée russe s’illustrant dans le combat contre les bolchéviques. L’ordre de Saint-Nicolas était équivalent à l’ordre de Saint-Georges mais la décoration se portait en dessous de celle de Saint-Georges.

## Classes et port réglementaire
L’ordre comportait deux classes :
- 1re classe : Croix portée en sautoir.
- 2e classe : Croix suspendue à un ruban tricolore portée sur la poitrine gauche.

## Assemblée des chevaliers
Le nombre des chevaliers n’étant pas suffisant les chevaliers de Saint-Nicolas étaient intégrés à l’assemblée des chevaliers de Saint-Georges.

## Description
Les insignes de l’ordre était fabriqués en fer, sans émail (les conditions matérielles en Crimée ne le permettant pas mais aussi pour souligner l’aspect ascétique de l’ordre). Le ruban de l’ordre est aux couleurs nationales blanc-bleu-rouge.
Devise de l’ordre : « Вѣрой Спасётся Россія » (la foi sauvera la Russie). La devise est frappée au centre de la croix, autour de la représentation de saint Nicolas.

## Décorations
La remise de l’ordre, selon le paragraphe 8 du règlement, était réservée à celui qui « au mépris du danger a fait preuve d’une intrépidité exemplaire, de présence d’esprit et d’abnégation pour réaliser un exploit guerrier couronné de succès clairement bénéfique ».

### Chevaliers de1reclasse
La décoration de 1re classe ne fut pas décernée, ses insignes ne furent jamais fabriqués.

### Chevaliers de2eclasse
L’ordre de 2e classe fut décerné à 337 chevaliers.
- Le premier chevalier fut le capitaine d’état-major du troisième détachement de chars d’assaut Lioubitch-Iarmolovitch pour avoir avec son char d’assaut enfoncé les lignes ennemies et ouvert la voie à l’infanterie à travers les barbelés. Deux autres officiers du détachement furent également décorés : A. Trembolevski et V. Beketch[1].
- Le commandant en chef des Forces Armées du Sud de la Russie et de l’armée russe général Wrangel accepta de recevoir l’ordre le 15 novembre 1921, mais uniquement celui de 2e classe.
- La médaille de 2e classe fut concédée au commandant Karp Gordeenko, commandant du premier régiment d'assaut Kornilov.

## Décorations collectives

### Dans l’armée de terre
Pour les combats dans le nord de la Tauride le troisième détachement de chars d’assaut de l’armée russe reçut une banderole de Saint-Nicolas.

### Dans la marine
Un drapeau amiral de Saint-Nicolas et une banderole de Saint-Nicolas furent créés pour la marine militaire.
La banderole de Saint-Nicolas fut accordé par le décret no 118 du 26 juin 1920 aux canonnières Straj et Grozny, aux canonnières fluviales Altaï et Oural, aux brise-glaces armés Vsadnik et Gaïdamak, aux vedettes Maria, Azovets, Nikolaï Pachitch, Dimitri, Pantikopeïa et Meotida.

## Fête de l’ordre
- La fête de l’ordre est fixée au 9 mai.
- Liste des chevaliers de l’ordre de Saint-Nicolas le Thaumaturge